# Чернооково (област Шумен)
 За другото българско село вижте Чернооково (Област Добрич).  
Черноòково е село в Североизточна България, община Върбица, област Шумен.

## География
Село Чернооково се намира на около 42 km югозападно от областния център град Шумен, около 6 km западно от общинския център град Върбица и около 16 km североизточно от град Котел. Разположено и в североизточното подножие на Котленска планина, в историко-географската област Герлово. Надморската височина в центъра на селото при сградата на кметството е около 334 m, а теренът е с преобладаващ слаб наклон на североизток. Климатът е умереноконтинентален. Водите от няколко извора и чешми текат в плитко дере югоизточно покрай селото, вливат се в река Герила и по-нататък – в намиращия се на 9 – 10 km на североизток от Чернооково язовир Тича.
Общинският път през Чернооково, идващ от съседното село Крайгорци, на североизток след село Божурово се разклонява. Лявото разклонение води през село Величка към връзка с третокласния републикански път III-706, а дясното – през село Станянци към връзка с първокласния републикански път I-7.
Землището на село Чернооково граничи със землищата на: село Божурово на север и изток; град Върбица на югоизток и юг; село Крайгорци на запад; село Звездица на северозапад.

## История
Известните сведения за селото са от 1648 г. В османски регистър от това време то е отбелязано под името Карагьозлер с 22 домакинства мюсюлмани.
Селото е в България от 1878 г. То носи името Кàрагьозлер до 1934 г., когато е преименувано на Чернооково. Към Чернооково спадат махалите Седларка (Джами-махле) и Търнане (Даа-махле).
Основното училище „Гео Милев“ в село Чернооково е създадено през 1959 г., когато по решение на Министерство на народната просвета дотогавашното турско основно училище в селото се трансформира в българско основно училище. През 1998 г. основното училище се преобразува, включвайки и началното училище от съседното село Крайгорци.
Народно читалище „Сакар Балкан“ се основава в Чернооково през 1960 г. по инициатива на   Осман Солаков и Искрен Топчиев. Към читалището функционират библиотека, състави за художествена самодейност. Преустановява дейност през 1996 г.

## Население
Числеността на населението на село Чернооково според преброяванията през годините е както следва:
| \| Година на преброяване \| Численост \| \| --------------------- \| --------- \| \| 1934 \| 935 \| \| 1946 \| 1116 \| \| 1956 \| 716 \| \| 1965 \| 787 \| \| 1975 \| 775 \| \| 1985 \| 779 \| \| 1992 \| 596 \| \| 2001 \| 585 \| \| 2011 \| 577 \| \| 2021 \| 399 \| |           |
| Година на преброяване | Численост |
| 1934 | 935       |
| 1946 | 1116      |
| 1956 | 716       |
| 1965 | 787       |
| 1975 | 775       |
| 1985 | 779       |
| 1992 | 596       |
| 2001 | 585       |
| 2011 | 577       |
| 2021 | 399       |

Етническият състав на населението по данните за етническите групи според преброяването на населението през 2011 г. е както следва:
|                     | Численост | Дял (в %) |
| Общо                | 577       | 100,00    |
| Българи             | 4         | 0,69      |
| Турци               | 546       | 94,62     |
| Цигани              | –         | –         |
| Други               | ?         | ?         |
| Не се самоопределят | ?         | ?         |
| Неотговорили        | 22        | 3,81      |

## Обществени институции
Село Чернооково към 2023 г. е център на кметство Чернооково.
В селото към 2023 г. има джамия.

## Културни и природни забележителности
На няколко километра от селото по планина Балкан се намира пещерата Оллуклу пънар.